# Vulturu (okręg Konstanca)
Vulturu – wieś w Rumunii, w okręgu Konstanca, w gminie Vulturu. W 2011 roku liczyła 625 mieszkańców.